# Templo mortuário de Seti I

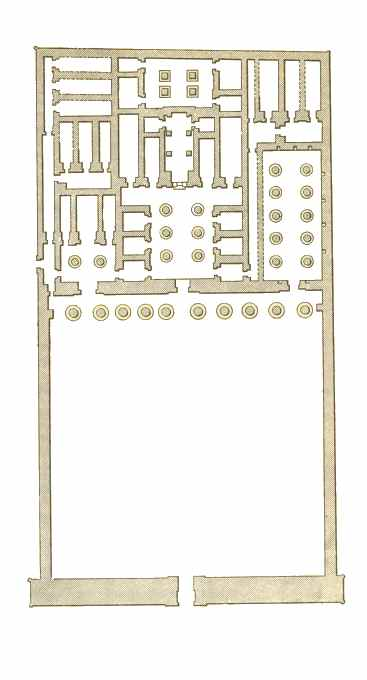
Plano do templo

Templo mortuário de Seti I é o templo memorial (ou templo mortuário) do faraó do Império Novo Seti I. Está localizado na Necrópole de Tebas no Alto Egito, em frente ao Rio Nilo da cidade moderna de Luxor (antiga Tebas). O edifício está situado perto da cidade de Qurna.

## Construção
O templo parece ter sido construído para o fim do reino em Seti, e pode ter sido terminado por seu filho Ramessés, o Grande após sua morte, sendo consagrado ao deus Ámon. Uma das câmaras contém um santuário dedicado ao pai de Seti, Ramessés I. O governante reinou um pouco menos de dois anos, e não construiu um templo mortuário para si mesmo.

## Arquitetura

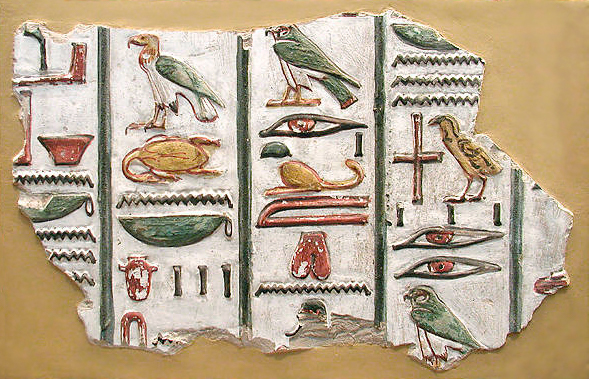
Hieróglifos do templo, agora transferidos para Carnaque

A decoração o templo foi organizada por Ramessés, o Grande. Embora tenha chegado até os dias atuais parcialmente destruído, "a beleza de seus relevos está no mesmo nível que Abidos", argumenta Giovanna Magi. O vestíbulo ainda contém nove das dez colunas de papiro original empacotadas com capiteis fechados. No salão hipostilo permanecem seis colunas, com relevos dos dois faraós que ostentam oferendas a Ámon. As oratórias do outro lado do salão são decoradas com relevos de Seti e seus ka, Tote e Osíris; o santuário que abrigava a barca sagrada é igualmente bem decorado.

## Condição atual
O Templo mortuário de Seti I encontra-se fora da estrada para o Vale dos Reis e é contornado geralmente por turistas. A corte inteira e os pilones associados ao local hoje encontram-se em ruínas, e muito da parte oriental do complexo está enterrado sob a cidade moderna de Qurna.